# Trinity Laban Conservatoire of Music and Dance
El Trinity Laban Conservatoire of Music and Dance (Trinidad Labán Conservatorio de Música y Danza) es un conservatorio de música fundado en 1872 en Londres, situado en el barrio de Greenwich. La institución proviene de la fusión producida en 2005 entre el Trinity College of Music y el Laban Dance Centre. Históricamente, ha estado ligado a los movimientos masones.
En 2016, el conservatorio tenía 960 estudiantes entre pregrado y postgrado con base en dos campus: Greenwich (Trinity) y Deptford / New Cross (Laban) en Londres.

## Historia
El Trinity College of Music tuvo una asociación histórica con la masonería, a través del Trinity College Lodge Nº 1765, fundada en 1878.
- Es la octava de 71 instituciones relacionadas con la música.[6]
- Es la quinta de 35 en la tabla de la liga de instituciones especializadas.[7]

## Estudiantes notables
- Mulatu Astatke
- John Barbirolli
- Granville Bantock
- David Baron
- Patrick Wolf
- Ilaiyaraaja
- Harris Jayaraj
- Debbie Wiseman
- Fela Kuti
- Sarah Brightman
- James Judd
- John Powell
- Harri Kahlos